# Dinapur Cantt.
Dinapur Cantt. is a cantonment town no distrito de Patna , no estado indiano de Bihar.

## Demografia
Segundo o censo de 2001, Dinapur Cantt. tinha uma população de 28.149 habitantes. Os indivíduos do sexo masculino constituem 56% da população e os do sexo feminino 44%. Dinapur Cantt. tem uma taxa de literacia de 71%, superior à média nacional de 59,5%: a literacia no sexo masculino é de 77% e no sexo feminino é de 63%. Em Dinapur Cantt., 13% da população está abaixo dos 6 anos de idade.